# 대한민국 민법 제481조
대한민국 민법 제481조는 변제자의 법정대위에 대한 민법 채권법 조문이다.

## 조문
제481조(변제자의 법정대위) 변제할 정당한 이익이 있는 자는 변제로 당연히 채권자를 대위한다.

第481條(辨濟者의 法定代位) 辨濟할 正當한 利益이 있는 者는 辨濟로 當然히 債權者를 代位한다.

## 참고 문헌
- 오현수, 일본민법, 진원사, 2014. ISBN 9788963463452
- 오세경, 대법전, 법전출판사, 2014 ISBN 9788926210277
- 이준현 , LOGOS 민법 조문판례집, 미래가치, 2015. ISBN 9791155020869